# Agios Epiktitos
Agios Epiktitos (in greco Άγιος Επίκτητος?, Ayios Epiktitos; in turco Çatalköy) è una cittadina di Cipro. De jure è una comunità nel distretto di Kyrenia della Repubblica di Cipro, e de facto è un comune nel distretto di Girne della Repubblica Turca di Cipro del Nord.  Nei confini del comune è anche incluso il villaggio di Arapköy. Prima del 1974 la popolazione del villaggio era prevalentemente greco-cipriota. Neil 2011 Çatalköy aveva 5.110 abitanti.

## Geografia fisica
Agios Epiktitos si trova sulle pendici settentrionali della catena del Pentadaktylos. È situato quasi 6 chilometri a est della città di Kyrenia e sino al 1974 era uno dei villaggi più grandi della regione di Kyrenia.

## Origini del nome
Il villaggio ha sempre avuto due nomi, il greco Agios Epiktitos e il turco Çatalköy. Il villaggio prende il suo nome greco da Epitteto di Kyrenia, un monaco asceta che  nel IX secolo fuggì dai Saraceni in Palestina recandosi a Cipro. Egli era un compagno di Sant'Ambrogio di Kyrenia, il quale a sua volta dette il suo nome a un villaggio nelle vicinanze.  Il nome turco significa letteralmente "villaggio biforcuto", probabilmente a causa di una strada che si biforcava al centro del villaggio.

## Società

### Evoluzione demografica
Prima dell'invasione turca di Cipro nel 1974, il villaggio era prevalentemente greco-cipriota; tuttavia, c'era anche un quartiere dove  fino al 1958 vivevano i turco-ciprioti. Secondo il censimento tenuto  nel 1831, in periodo ottomano, il 26% della popolazione del villaggio era composta da musulmani. La percentuale diminuì sotto il dominio britannico; nel 1931 era scesa al 6%. La popolazione del villaggio, che era di 444 abitanti nel 1891, era composta a quel tempo da 367 greci e 77 turchi. Nel 1946 la popolazione del paese era salita a 1.108 abitanti; 1.047 di loro erano greci, mentre il numero dei turchi era sceso a 61.
Nonostante che la mahalle turca del villaggio fosse sopravvissuta fino al 1958, i turchi del villaggio con una popolazione di 60-70 persone fuggirono a Nicosia a seguito degli scontri intercomunitari avvenuti quest'anno. Nove persone tornarono nel villaggio nel 1964, ma fuggirono di nuovo dopo gli eventi del Natale di sangue. Dopo il 1974, alcuni di questi residenti tornarono al villaggio, mentre altri rimasero a Nicosia.
Nel luglio e nell'agosto 1974, la maggior parte della popolazione greca del villaggio fuggì dall'avanzata dell'esercito turco durante l'invasione di Cipro e si rifugiò nel sud dell'isola. Nel villaggio rimasero circa 160 greci ciprioti, i quali furono deportati al sud nel settembre 1976. In totale, 1.260 greco-ciprioti lasciarono Agios Epiktitos.
Il comune turco-cipriota di Agios Epiktitos fu fondato nel 1980.
Dopo il 1974,  si stabilirono nel villaggio turco-ciprioti emigrati dal sud. Principalmente furono mandati a Agios Epiktitos sfollati turco-ciprioti provenienti dal sud dell'isola, principalmente dal distretto di Limassol, soprattutto dal villaggio di Avdimou/Düzkaya. Ci sono anche alcuni turco-ciprioti provenienti dal villaggio di Prastio/Yuvalı nel distretto di Paphos. Inoltre, il villaggio ospita molti lavoratori immigrati, provenienti soprattutto dalla Turchia e dal Pakistan, impiegati principalmente nei settori dell'edilizia, del giardinaggio e del turismo. Con l'acquisto di case per le vacanze da parte di europei e turco-ciprioti residenti in altre regioni negli anni 2000, la popolazione è aumentata e Agios Epiktitos è diventata una cittadina.

## Sport
Il club sportivo turco-cipriota Düzkaya, con sede ad Agios Epiktitos, è stato fondato nel 1958 e ora fa parte della prima divisione K-PET della Federazione calcistica di Cipro del Nord (CTFA).

## Amministrazione

### Gemellaggi
Agios Epiktitos è gemellata con:
- Altınova, Yalova [6]
- Zabrat, dal 2005[7]
- Kaş, Antalya, dal 2015[8]